# Bernissart
Bernissart är en ort och kommun i provinsen Hainaut i Belgien, känd för sina stenkolsfyndigheter. 
1877 påträffades vid stolldrivning i en av dessa på 320 meters djup ett ljust lager märgelsten, Bernissartien, rikt på fossiler, där bland annat ett känt fynd av Iguanodon påträffats.